# Madame Tallien (film, 1916)
Pour les articles homonymes, voir Madame Tallien (film).
Pour plus de détails, voir Fiche technique et Distribution.
Madame Tallien est un film italien réalisé par Enrico Guazzoni et Mario Caserini, sorti en 1916. D'après la pièce éponyme Madame Tallien de Victorien Sardou et Emile Moreau

## Synopsis
Drame, reconstitution historique de la révolution française

## Fiche technique
- Titre : Madame Tallien
- Titre anglophone : Madame Guillotine
- Réalisation : Enrico Guazzoni et Mario Caserini
- Scénario : Enrico Guazzoni d'après la pièce de Victorien Sardou et Emile Moreau[1]
- Costumes : Enrico Guazzoni
- Photographie : Gabriele Gabrielian
- Pays d'origine :  Royaume d'Italie
- Langue : film muet avec les intertitres en italien
- Format : Noir et blanc — 35 mm — 1,33:1 — Muet
- Genre : Film historique
- Date de sortie : 1916

## Distribution
- Lyda Borelli : Thérésa Tallien
- Renzo Fabiani : Robespierre
- Amleto Novelli : Jean-Lambert Tallien
- Ettore Baccani : Fontenay